# Huszti járás (1946–2020)
A Huszti járás (ukránul: Хустський район) egykori közigazgatási egység Ukrajna Kárpátontúli területén 1946–2020 között. Kárpátalja középső részén helyezkedett el; nyugatról a Nagyszőlősi és Ilosvai, északról az Ökörmezői, keletről a Técsői járással, délről Romániával volt határos. Székhelye Huszt volt.
1946-ban szervezték meg, de már része volt a történelmi Magyarország közigazgatási beosztásának is Máramaros vármegye egyik járásaként.
A 2020. júliusi ukrajnai közigazgatási reform során kibővítették, így jött létre az új Huszti járás.

## Történelem
A járás rendelkezik korai leletekkel, melyek közül a paleolitikumból és a vaskorból ismeretes itt emberi tevékenység nyoma.
A honfoglaláskor csak közvetlenül a Tisza partjára települtek magyarok, az északi vidékeken megmaradt a korábbi szláv lakosság. A huszti vár 1194-től ismeretes mint a környék egyik fontos erődítménye. A 13. századtól Máramaros megye része a vidék, azonban periférikus helyzete soha nem tette lehetővé nagyobb ütemű fejlődését.
A három részre szakadt Magyarországon mindvégig az Erdélyi Fejedelemség része volt a terület, ám a kulturális fellendülés ekkor sem tapasztalható itt.
Huszt a Rákóczi-szabadságharc egyik központja. Az 1870-es években megépült Debrecen–Máramarossziget közötti vasútvonal mellett Huszt is növelte jelentőségét.
Az 1920-ban Csehszlovákia részévé vált területen 1939. március 15-én Huszton kiáltották ki Kárpát-Ukrajnát, ám Magyarország már aznap megkezdte a terület elfoglalását, amely 1945-től az Ukrán SZSZK része lett.
Jelenlegi formájában 1953-ban szervezték meg, de már része volt a történelmi Magyarország közigazgatási beosztásának is Máramaros vármegye egyik járásaként. A két világháború közötti időszakban Csehszlovákiában is tovább létezett, majd 1939 és 1944 között ismét Magyarországhoz, ekkor a Máramarosi közigazgatási kirendeltséghez tartozott. A második világháború után került Kárpátalja egészével együtt a Szovjetunióhoz, Ukrajnába.

## Természet
A Huszti járás a Kárpátok magashegyein húzódó komoly erdővagyonnal rendelkezik. Azonban a Szovjetunió, majd az 1990-es évek Ukrajnája idején sokhelyütt az erdők kitermelése észszerűtlen körülmények között folyt, teljes hegyoldalakat irtottak ki, így komoly ökológiai változásokat hozva. A tiszai áradások oka is az előző jelenségben keresendő. Jelenleg elkezdődött és lassú ütemben halad az erdők újratelepítése.
A járás legkülönlegesebb természeti képződménye a Nárciszok völgye, ahol a világon egyedülálló hegyi nárciszfajok élnek. Keletkezésére a legelfogadottabb teória szerint egy az utolsó jégkorszakban bekövetkezett földcsuszamlás során kerültek ide a nárciszfajok.
A környék természetes ásványvizekben gazdag vidék, amelyek közül a Sajáni (Visk mellett) és a Drahivi (Köveskút) ásványvízforrások a leghíresebbek.
A vidékre jellemző még az egész Ukrajna-szerte elismert szarvastenyésztés, amely agancsokkal szolgál a gyógyszerkészítéshez.

## Gazdaság
A Huszti járás Kárpátalja egyik elmaradott térsége. Kis bevételeinek nagy része az erdőgazdálkodásból, fafeldolgozásból és az ásványvíz-kitermelésből áll. A járás természeti értékeinek turisztikai kihasználása még nem indult meg.

## Népesség
A lakosság nagy része ukrán és ruszin (92%). A magyarok aránya 4,5%-os.

## Települések
(Zárójelben az ukrán név szerepel.)

### Járási jogú város
- Huszt (Хуст)

### Városi jellegű települések
- Visk (Вишково)

### Községek
- Alsóbisztra (Нижній Бистрий)
- Alsószeliscse (Нижнє Селище)
- Berezna (Березово)
- Égermező (Вільшани)
- Gázló (Забрідь)
- Gernyés (Копашньово)
- Hárspatak (Липовець)
- Herincse (Горінчово)
- Husztbaranya (Бороньяво)
- Husztköz (Нанково)
- Husztsófalva (Данилово)
- Iza (Іза)
- Keselymező (Кошельово)
- Kövesliget (Драгово)
- Lipcse (Липча)
- Lipcsemező (Липецька Поляна)
- Mihálka (Крайниково)
- Monostor (Монастирець)
- Ósándorfalva (Олександрівка)
- Ötvösfalva (Золотарьово)
- Rakasz (Рокосово)
- Száldobos (Стеблівка)
- Szeklence (Сокирниця)
- Tiszakirva (Крива)
- Veléte (Велятино)